# Rivière Jaune (rivière Noire)
Pour les articles homonymes, voir Rivière Jaune.
La rivière Jaune est un tributaire de la rivière Noire. Elle coule dans les municipalités de Roxton Falls et d'Acton Vale, dans la municipalité régionale de comté (MRC) de Acton, dans la région administrative de la Montérégie, sur la Rive-Sud du fleuve Saint-Laurent, au Québec, Canada.

## Géographie
Les principaux bassins versants voisins de la rivière Jaune sont :
- côté nord : ruisseau Cyr, ruisseau Poireau, rivière le Renne ;
- côté est : rivière Ulverton ;
- côté sud : rivière Noire ;
- côté ouest : rivière Noire.

La rivière Jaune tire ses sources au 8e rang au nord d'une zone de marais située au sud-est du village de Roxton Falls et au nord-ouest du village de Valcourt.
Son cours coule vers le nord-ouest surtout en zone agricole, traversant parfois des zones forestières. Son cours passe à l'est du village de Roxton Falls. À partir de la zone de tête, la rivière Jaune coule sur 6,2 km vers le nord-ouest jusqu'au chemin de Béthanie. Puis la rivière coule sur 6,8 km vers l'ouest en zone agricole jusqu'à la route 222 qu'elle traverse à 1,7 km au nord-est du centre de Roxton Falls. Puis, la rivière continue sur 5,8 km vers le nord-ouest en serpentinant en zone agricole jusqu'à son embouchure.
La rivière Jaune se déverse dans un coude de rivière sur la rive est de la rivière Noire à Acton Vale, soit à 2,4 km au sud du chemin de fer qui traverse le village de Acton Vale, à 2,3 km au nord du centre du village de Roxton Falls, à 0,9 km à l'ouest de la route 139, à 0,9 km au sud de Place-Lavallée et à 2,3 km en amont de l'Île aux Pins.

## Toponymie
Le toponyme « Rivière Jaune » a été officiellement inscrit le 5 décembre 1968 à la Commission de toponymie du Québec.